# Carl Riegel
Carl Riegel (6 gennaio 1897 – 26 novembre 1970) è stato un calciatore tedesco, di ruolo centrocampista.